# Marranäsvältans naturvårdsområde
Marranäsvältans naturvårdsområde är ett naturvårdsområde (sedan 1999 likställt med naturreservat) i Skellefteå kommun i Västerbottens län.
Området är naturskyddat sedan 1990 och är 5 hektar stort. Reservatet ligger söder om Fällfors och består av en ravin bildad av erosion utmed Bureälven.